# Cuspidaria (plante)
Ne doit pas être confondu avec Cuspidaria (bivalve).
Genre
Synonymes
- genre Blepharitheca Pichon
- genre Cremastus Miers
- genre Lochmocydia de Candolle ?
- genre Nouletia Endlicher
- genre Paracarpaea (K. Schumann) Pichon
- genre Saldanhaea Bureau
- genre Setilobus Baillon
- genre Sideropogon Pichon
- genre Tetrastichella Pichon

Cuspidaria est un genre de plantes à fleurs de la famille des Bignoniaceae (Bignoniacées).

## Liste des espèces
Selon Tropicos (24 August 2016):

C. angustidens, C. argentea, C. bracteata, C. callistegioides, C. campanulata, C. cheiranthoides, C. cinerea, C. convoluta, C. cordata, C. corymbifera, C. cratensis, C. cuspidata, C. emmonsii, C. erubescens, C. fasciculata, C. floribunda, C. fulvo-acuta, C. hibiscifolia, C. hymenaea, C. inaequalis, C. lachnaea, C. lasiantha, C. lateriflora, C. mollis, C. multiflora, C. octoptera, C. ovalis, C. pauciflora, C. populeaster, C. pterocarpa, C. puberula, C. pulchella, C. pulchra, C. ramentacea, C. sceptrum, C. schreberi, C. schumanniana, C. semipinnatifida, C. simplicifolia, C. stenocarpa, C. subcuspidata, C. subincana, C. trifoliata, C. weberbaueri